# Bombardeo de São Paulo
El bombardeo de São Paulo ocurrido durante la Revuelta Paulista de 1924 fue el mayor ataque de artillería y bombardeo aéreo de la historia de la ciudad de São Paulo, Brasil. 

## Hechos
Ocurrido entre el 5 y el 28 de julio, las fuerzas rebeldes y legalistas utilizaron el bombardeo en su lucha por la ciudad. Los rebeldes contaban con hasta 26 piezas de artillería del Ejército Brasileño, mientras que los legalistas acumulaban más de cien piezas y seis bombarderos de la Aviación del Ejército. La artillería, especialmente la legalista, fue en gran parte responsable de las bajas del conflicto, la mayoría civiles.
Los rebeldes tuvieron la ventaja artillera en los primeros días y dispararon desde la mañana del 5 de julio. Desde posiciones como el Campo de Marte y el Cementerio de Araçá, apuntaron sus cañones Krupp de 75 y 105 milímetros contra el Palacio de los Campos Elíseos, oficina del gobernador Carlos de Campos, el cuartel del 4º Batallón de la Fuerza Pública de São Paulo y otros objetivos legalistas. Los errores de puntería costaron la vida a varios civiles, pero la presión sobre el gobernador contribuyó a la retirada de las tropas legalistas a las afueras de la ciudad el día 8. La división legalista del general Eduardo Sócrates recibió continuos refuerzos, acumulando una fuerte ventaja artillera, con modelos más recientes Schneider y Saint Chamond, incluyendo la más potente artillería de 155 milímetros del conflicto.
En los flancos de Penha e Ipiranga, la artillería divisionaria realizó intensos ataques a partir del día 11, apuntando principalmente a barrios obreros del sur y este de la ciudad, como Brás, Belenzinho y Mooca, por donde las tropas legalistas intentaban avanzar. El bombardeo legalista destruyó algunos bastiones defensivos, como fábricas, pero en general fue ineficaz. El general legalista Abílio de Noronha lo criticó en términos técnicos como un ataque al azar, sin regulación ni tiro correcto, destruyendo principalmente objetivos civiles. La población fue aterrorizada, escondiéndose en sótanos y abandonando la ciudad por centenares de miles. Representantes diplomáticos extranjeros y la élite económica de São Paulo, agraviados por el caos de la ciudad, intentaron negociar el cese de los bombardeos pero el gobierno no cedió. El bombardeo contó con el pleno respaldo del presidente Artur Bernardes y del gobernador Carlos de Campos, autor de la expresión: 

"São Paulo prefiere ver destruida su bella capital antes de que se destruya la legalidad en Brasil".
Carlos de Campos

En el conflicto resultaron dañados 1.800 edificios, entre los que son emblemáticos el Teatro Olympia, la Iglesia de la Glória, el Cotonifício Crespi y la Fábrica de Galletas Duchen.  El bombardeo fue muy polémico en la época y marca negativamente la imagen de Artur Bernardes en la historiografía. Se compara la brutalidad del bombardeo con conflictos anteriores, como la Guerra de Canudos,  y se acusa al gobierno de haber atacado deliberadamente a la población civil en un "bombardeo terrorífico",{ bien como castigo a la población de los barrios obreros, bien como presión para obligar a los rebeldes a retirarse, lo que hicieron el 27 de julio. La legalidad de esta decisión se discute desde 1924, ya que el derecho internacional de la época ya condenaba el bombardeo de una ciudad sin tener en cuenta la muerte de civiles, lo que podría constituir un crimen de guerra.{